# لويس هولمز
لويس هولمز هو لاعب هوكي الجليد كندي، ولد في 29 يناير 1911 في والسال في المملكة المتحدة، وتوفي في 11 مارس 2010 في إدمونتون في كندا.

## وصلات خارجية
- لويس هولمز على موقع دوري الهوكي الوطني (الإنجليزية)
- لويس هولمز على موقع قاعة مشاهير الهوكي (لاعب أن.إتش.أل) (الإنجليزية)
- لويس هولمز على موقع EliteProspects.com (الإنجليزية)
- لويس هولمز على موقع HockeyDB.com (الإنجليزية)
- لويس هولمز على موقع Hockey-Reference.com (الإنجليزية)
- لويس هولمز على موقع أوليمبيديا (الإنجليزية)